# Швегуз-сюр-Модер
Швегу́з-сюр-Моде́р (фр. Schweighouse-sur-Moder) — коммуна на северо-востоке Франции в регионе Гранд-Эст (бывший Эльзас — Шампань — Арденны — Лотарингия), департамент Нижний Рейн, округ Агно-Висамбур, кантон Агно.
Площадь коммуны — 9,91 км², население — 4563 человека (2006) с тенденцией к росту: 4931 человек (2013), плотность населения — 497,6 чел/км².

## Население
Население коммуны в 2011 году составляло 4921 человек, в 2012 году — 4911 человек, а в 2013-м — 4931 человек.
| 1962 | 1968 | 1975 | 1982 | 1990 | 1999 | 2006 | 2008 | 2011 | 2012 | 2013 |
| ---- | ---- | ---- | ---- | ---- | ---- | ---- | ---- | ---- | ---- | ---- |
| 2640 | 3203 | 3813 | 4134 | 4354 | 4595 | 4563 | 4815 | 4921 | 4911 | 4931 |

Динамика населения:

## Экономика
В 2010 году из 3285 человек трудоспособного возраста (от 15 до 64 лет) 2539 были экономически активными, 746 — неактивными (показатель активности 77,3 %, в 1999 году — 71,6 %). Из 2539 активных трудоспособных жителей работали 2300 человек (1200 мужчин и 1100 женщин), 239 числились безработными (106 мужчин и 133 женщины). Среди 746 трудоспособных неактивных граждан 231 были учениками либо студентами, 293 — пенсионерами, а ещё 222 — были неактивны в силу других причин.